# Alcyonium submurale
Alcyonium submurale är en korallart som beskrevs av Ridley 1883. Alcyonium submurale ingår i släktet Alcyonium och familjen läderkoraller. Inga underarter finns listade i Catalogue of Life.